# Pieni l’animo
Pieni l’animo ( it. „voller Seele“) über den Geist des Gehorsams beim Klerus in Italien ist eine Enzyklika Papst Pius’ X.  Mit der Enzyklika vom 28. Juli 1906 wandte sich der Papst an die italienischen Bischöfe.

## Inhalt
Mit dem kurzen apostolischen Rundschreiben bezieht sich Pius X. auf den Geist des Ungehorsams und der Unabhängigkeit, der sich in letzter Zeit, vor allem unter den jüngeren Priestern verbreitet habe. Im Folgenden mahnt er die Bischöfe, die vom Heiligen Geist zur Lenkung beauftragt seien, mit fester Hand zu regieren und bei der Zulassung junger Männer zur Weihe Zurückhaltung und Vorsicht walten zu lassen, um einen Kandidaten nicht zu vorschnell zu den heiligen Weihen zuzulassen. Gerade in Gegenden, in den es keinen Mangel an Priestern gebe, gebe es keinen Grund, bei der Auswahl jener, die zur Erlangung zur Priesterwürde ausgewählt würden, nicht mit der gebotenen Sorgfalt und größten Genauigkeit vorzugehen. Dies trage zu einer Vervielfachung der Anwesenden im Chorraum bei, die keine Freude bereite. Im Folgenden wiederholt der Papst noch einmal einige Ausführungen über die Gestaltung des Lebens in den Priesterseminaren und verbietet für die Zukunft, dass Priester ihren Namen Organisationen liehen, die nicht bischöflich approbiert seien. 